# Gunn Dunér-Leijonhufvud
Gunn Eveline Dunér-Leijonhufvud, född 25 februari 1915 i Stockholm, död 3 september 2003 i Helsingborg, var en svensk målare, tecknare och grafiker.
Dunér-Leijonhufvud studerade vid Högre konstindustriella skolan i Stockholm 1933–1938, Dekorativa målarskolan, med ett stipendium studerade hon måleri vid Academia Belle Arte i Florens 1950, och glasmåleri vid Academia Belle Arte i Venedig 1951 och mosaikteknik vid Ravenna i Rom 1952.
Bland hennes offentliga arbeten märks utsmyckning för barndaghem och pensionärshem i Örebro samt teaterdekorationer för Nya Teatern i Stockholm.
Hennes konst består av expressionistiskt måleri samt experiment med plast i konsten. Under 1940–1950 talen gjorde hon bok- och tidningsillustrationer samt scendekorer för Gröna Lunds revyer.
Dunér-Leijonhufvud är representerad vid , Örebro läns landsting, Örebro kommun, Karlstad kommun, Umeå kommun, Karlskoga kommun, Stockholms kommun, Kumla kommun och Eskilstuna kommun.

## Teater

### Scenografi
| År   | Produktion      | Upphovsmän                                   | Regi      | Teater      |
| ---- | --------------- | -------------------------------------------- | --------- | ----------- |
| 1946 | Älskog Liebelie | Arthur Schnitzler Översättning Gustaf Linden | Tord Stål | Nya Teatern |